# 야트 항공 367편 추락 사고

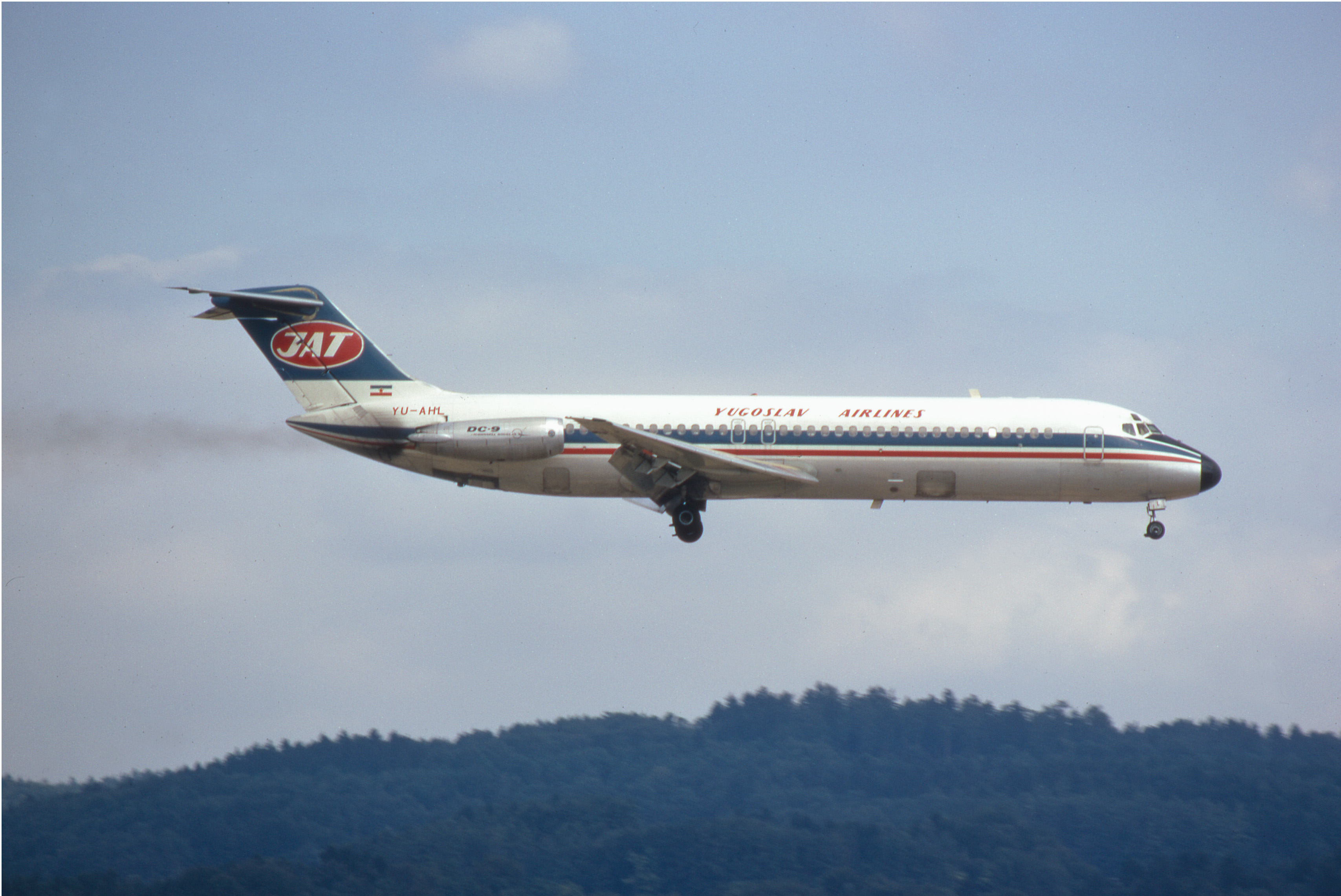
JAT DC-9. 사고기와 같은 기종이다.

야트 유고슬라비아 항공 367편 추락 사고는 1972년 1월 26일 야트 항공 소속 맥도넬 더글라스 DC-9-32 (등록번호 YU-AHT, 기장 루드비크 라즈드리흐) 여객기가 동독 헤름스도르프 무지향성 표지(NDB)를 지나친 뒤 공중 폭발한 사고이다. 폭발 직후 기체는 두동강나 통제력을 상실했으며, 그대로 추락해 체코슬로바키아 (현 체코) 스르프스카카메니체 마을에 추락하였다. 기내에는 28명이 탑승해 있었는데 사고로 27명이 사망하고 승무원 베스나 불로비치가 유일하게 살아남았다.
야트항공 367편은 스웨덴 스톡홀름에서 세르비아 베오그라드로 가는 여객기였다 (당시 세르비아는 유고슬라비아의 일부였다). 코펜하겐 공항을 경유해 다음 경유지인 자그레브 공항으로 향하던 중, 크로아티아 분리주의 반군 세력인 우스타샤가 화물칸 앞쪽에 설치한 것으로 추정된 수제 폭탄이 터진 것이었다. 생존자인 베스나 불로비치는 폭발 당시 항공기 뒤쪽에 있었다고 하나 정확한 위치는 논란이 있다. 일부 보고서에서는 폭발 당시 불로비치가 비행기 꼬리쪽에 있었고 그렇게 많이 알려져 있지만, 불로비치 본인은 자신이 지상에서 발견되었을 때에는 비행기 중간 부분에 있었다고 밝혔다. 추락 도중에는 기내식 카트가 불로비치의 등에 박혔는데 이게 도리어 기내에 몸을 묶이게 해주는 안전벨트 역할을 해주었고, 두동강난 기체 밖으로 빨려나가 맨몸으로 추락하는 일을 방지하였다. 불로비치는 목숨은 건졌지만 사고 직후 한달 여 동안 의식불명 상태에 있어야 했으며 일시적으로 하반신이 마비되는 고통을 겪었다. 하지만 퇴원 후에는 계속해서 항공사 사무직으로 근무하였다.